# Ганда, Джозеф
Джозеф Ганда (англ. Joseph Henry Ganda, 22 марта 1932, Сьерра-Леоне — 9 августа 2023) — сьерра-леонский римско-католический архиепископ Фритауна и Бо.
Ганда родился в деревне Серабу района Бо 22 марта 1932 года. Он был первым в этом районе, кто учился на священника. Он окончил Мемориальную семинарию Бигарда в Энугу, Нигерия, в 1955 году, вернувшись домой дьяконом.
9 апреля 1961 года он был рукоположен в сан первого священника Сьерра-Леоне (всего за две недели до её политической независимости). В 1971 году он стал первым католическим епископом Кенемской епархии в восточной провинции Сьерра-Леоне.
23 ноября 1980 года он был назначен первым коренным архиепископом Фритаунской архиепархии в Сьерра-Леоне. Будучи архиепископом, Ганда курировал строительство собора Святого Павла в Кенеме, семинарии Святого Павла в Ридженте, Фритаун, и ему приписывают поощрение молодых людей присоединиться к служению Церкви в качестве священников или монахинь.
Ганда вышел на пенсию 2 марта 2007 года, после почти тридцати шести лет католического служения. Его сменил на посту архиепископа Эдвард Тамба Чарльз.

## Ранние годы и образование
Джозеф Генри Ганда родился в семье католиков в деревне Серабу в округе Бо. Будучи новорождённым, он заболел корью, и, опасаясь, что он погибнет, мать крестила его у катехизатора. Он выздоровел, и родители крестили его во второй раз в церкви Святого Сердца в Серабу. В детстве он был болезненным и лечился в больнице.
Ганда получил начальное образование в начальной школе Священного Сердца. Он был прислужником в местной церкви. Ещё будучи маленьким ребенком, он мечтал стать священником. Он учился в средней школе Сент-Эдвардс во Фритауне.
Ганда подал заявление в Мемориальную семинарию Бигарда в Энугу, Нигерия, в 1955 году. Епископ одобрил его заявление, однако потребовал, чтобы Ганда прошёл годичный испытательный срок в Католическом педагогическом колледже в Бо под руководством о. Эндрю О’Тула. Ганда отличился во время испытательного срока, преподавая французский язык первым студентам колледжа Христа-Царя.
Ганда поступил в Мемориальную семинарию Бигарда в 1955 году. Он оставался там в течение семи лет непрерывного обучения и вернулся в Сьерра-Леоне в качестве дьякона.

## Историческое рукоположение
Посвящение Ганды состоялось 9 апреля 1961 года в церкви Непорочного Сердца в Бо. Поскольку Ганда был первым епархиальным священником Сьерра-Леоне, это было историческое событие.
На его рукоположении присутствовали сэр Милтон Маргаи, премьер-министр Сьерра-Леоне, все члены парламента, более 100 верховных вождей и имамов, 30 священников-миссионеров и более 3000 человек. Это событие широко освещалось в национальных газетах.
Всего через две недели после его рукоположения Сьерра-Леоне добилась независимости от колониального правления.
Ганда отслужил свою первую мессу в своём родном городе Серабу в церкви Святого Сердца. Через месяц после рукоположения он вернулся в Мемориальную семинарию Бигарда и завершил учёбу.
На своей первой аудиенции у папы Павла VI Ганда подарил понтифику бюст лидера местного сопротивления колониализму Баи Буре (бывшего также мусульманским проповедником-суфием) и его супруги.

## Смерть
Джозеф Ганда умер от рака простаты 9 августа 2023 года в возрасте 91 года.